# Plagithmysus kuhnsi
Plagithmysus kuhnsi là một loài bọ cánh cứng trong họ Cerambycidae.